# Australisch honkbalteam

Vlag van Australië.

Het Australisch honkbalteam is het nationale honkbalteam van Australië. Het team vertegenwoordigt Australië tijdens internationale wedstrijden. De hoogste positie die ze ooit op de wereldranglijst hebben gehaald, is de negende plaats. De manager is de Australiër Jon Deeble.
Het Australisch honkbalteam hoort bij de Oceanische Honkbal Confederatie (BCO).

## Wereldkampioenschappen
Australië nam 10x deel aan de wereldkampioenschappen honkbal. De vijfde plaats in de eindrangschikking van 2009 en 2011 was de hoogste klassering.
| Editie    | 1978 | 1980 | 1982 | 1994 | 1998 | 2001 | 2005 | 2007 | 2009 | 2011 |
| Prestatie | 9e   | 7e   | 9e   | 9e   | 7e   | 10e  | 9e   | 6e   | 5e   | 5e   |

### World Baseball Classic
Australië nam deel aan alle edities van de World Baseball Classic. In 2023 werd de kwartfinales gehaald, gedeeld 6e plaats.
| Editie    | 2006 | 2009 | 2013 | 2017 | 2023 |
| Prestatie | 1R   | 1R   | 1R   | 1R   | 6e   |